# گی گوفت
گی گوفت (به فرانسوی: Guy Goffette) شاعر و نویسنده قرن بیستم میلادی اهل فرانسه است.